# Кіре Рістевський
Кіре Рістевський (мак. Кире Ристевски; нар. 22 жовтня 1990, Битола, СФР Югославія) — македонський футболіст, центральний захисник угорського «Уйпешта».

## Клубна кар'єра
Кіре Рістевський — вихованець клубу «Пелістер». У 2008 році дебютував у чемпіонаті Македонії. У 2010 році Кіре перейшов в албанський «Ельбасані». 22 серпня в матчі проти «Тирани» дебютував в албанській Суперлізі. У цьому ж поєдинку Рістевський забив свій перший м'яч за «Ельбасані». На початку 2011 року приєднався до «Бюлісу». 29 січня в матчі проти «Скендербеу» дебютував за новий клуб. 5 листопада в поєдинку проти «Влазнії» Рістевский відзначився дебютним голом за «Бюліс».

### «Славія» (Софія)
27 грудня 2013 року підписав 2-річний контракт зі «Славією». 22 лютого в матчі проти «Левські» дебютував у чемпіонаті Болгарії. У цьому ж поєдинку Кіре відзначився першим голом за «Славію».

### «Тирана»
9 січня 2015 року підписав 1,5-річний контракт з «Тираною», ставши третім зимовим новачком команди. Дебютував за нову команду 8 лютого 2015 року в переможному (1:0) поєдинку проти «Влазнії» (Шкодер). Протягом другої частини сезону 2014/15 років провів 16 матчів, у тому числі 13 — у матчі, з «Тираною». Разом з командою посів четверте місце в чемпіонаті, також за сумою двох матчів поступився (0:1) поєдинку півфіналу Кубку Албанії 2014/15 проти «Лачі».
Після закінчення сезону покинув команду, заявивши, що за шість місяців перебування клуб не отримував зарплату.

### «Работнічкі»
Під час літнього трансферного вікна 2015 року Рістевський підписав контракт із македонською командою «Работнічкі». 10 серпня в матчі проти «Брегальниці» зі Штипа дебютував за новий клуб. 

### Угорщина
На початку 2016 року Рістевський підписав контракт з угорським «Вашашем». 20 лютого в матчі проти «Голодаша» дебютував у чемпіонаті Угорщини. У поєдинку проти «Мезйокйовешда» Кіре відзначився першим голом за «Вашашем».

## Кар'єра в збірній
На міжнародному рівні дебютував за 5 березня 2014 року в переможному (2:1) товариському матчі проти Латвії в Скоп'є, де провів на полі останні 13 хвилин. Станом на 18 листопада 2020 року зіграв 42 матчі.

## Статистика виступів

### Клубна
| Клуб              | Сезон | Ліга  | Ліга | Кубок | Кубок | Єврокубки | Єврокубки | Загалом | Загалом |
| Клуб              | Сезон | Матчі | Голи | Матчі | Голи  | Матчі     | Голи      | Матчі   | Голи    |
| ----------------- | ----- | ----- | ---- | ----- | ----- | --------- | --------- | ------- | ------- |
| «Пелістер»        |       |       |      |       |       |           |           |         |         |
| 2008–09           | 26    | 0     | 0    | 0     | 2     | 0         | 28        | 0       |         |
| 2009–10           | 25    | 0     | 0    | 0     | –     | –         | 25        | 0       |         |
| Загалом           | 51    | 0     | 0    | 0     | 2     | 0         | 53        | 0       |         |
| «Ельбасані»       |       |       |      |       |       |           |           |         |         |
| 2010–11           | 11    | 1     | 0    | 0     | –     | –         | 11        | 1       |         |
| Загалом           | 11    | 1     | 0    | 0     | –     | –         | 11        | 1       |         |
| «Бюліс» (Балш)    |       |       |      |       |       |           |           |         |         |
| 2010–11           | 13    | 0     | 2    | 0     | –     | –         | 15        | 0       |         |
| 2011–12           | 25    | 2     | 10   | 2     | –     | –         | 35        | 4       |         |
| 2012–13           | 24    | 0     | 12   | 0     | –     | –         | 36        | 0       |         |
| 2013–14           | 16    | 0     | 1    | 0     | –     | –         | 17        | 0       |         |
| Загалом           | 78    | 2     | 25   | 2     | –     | –         | 103       | 4       |         |
| «Славія» (Софія)  |       |       |      |       |       |           |           |         |         |
| 2013–14           | 14    | 2     | 0    | 0     | –     | –         | 14        | 2       |         |
| 2014–15           | 13    | 0     | 2    | 0     | –     | –         | 15        | 0       |         |
| Загалом           | 27    | 2     | 2    | 0     | –     | –         | 29        | 2       |         |
| «Тирана»          |       |       |      |       |       |           |           |         |         |
| 2014–15           | 13    | 0     | 3    | 0     | –     | –         | 16        | 0       |         |
| Загалом           | 13    | 0     | 3    | 0     | –     | –         | 16        | 0       |         |
| «Работнічкі»      |       |       |      |       |       |           |           |         |         |
| 2015–16           | 17    | 0     | 2    | 0     | 7     | 1         | 26        | 1       |         |
| Загалом           | 17    | 0     | 2    | 0     | 7     | 1         | 26        | 1       |         |
| «Вашаш»           |       |       |      |       |       |           |           |         |         |
| 2015–16           | 12    | 0     | 0    | 0     | –     | –         | 12        | 0       |         |
| 2016–17           | 31    | 2     | 8    | 0     | –     | –         | 39        | 2       |         |
| 2017–18           | 25    | 1     | 0    | 0     | 2     | 0         | 27        | 1       |         |
| Загалом           | 68    | 3     | 8    | 0     | 2     | 0         | 78        | 3       |         |
| «Уйпешт»          |       |       |      |       |       |           |           |         |         |
| 2018–19           | 22    | 0     | 2    | 0     | 0     | 0         | 24        | 0       |         |
| 2019–20           | 29    | 2     | 3    | 0     | –     | –         | 32        | 2       |         |
| Загалом           | 51    | 2     | 5    | 0     | 0     | 0         | 56        | 2       |         |
| Усього за кар'єру |       | 316   | 10   | 45    | 2     | 11        | 1         | 372     | 13      |

Станом на 27 червня 2020.

### У збірній
| Дата       | Місто      | Господарі   | Результат | Гості       | Турнір                               | Голи | Примітки  |
| ---------- | ---------- | ----------- | --------- | ----------- | ------------------------------------ | ---- | --------- |
| 5-3-2014   | Скоп'є     | Македонія   | 2 – 1     | Латвія      | товариський матч                     | -    | 77'       |
| 26-5-2014  | Куфштайн   | Камерун     | 2 – 0     | Македонія   | товариський матч                     | -    |           |
| 30-5-2014  | Rieti      | Катар       | 0 – 0     | Македонія   | товариський матч                     | -    |           |
| 30-3-2015  | Скоп'є     | Македонія   | 0 – 0     | Австралія   | товариський матч                     | -    |           |
| 5-9-2015   | Люксембург | Люксембург  | 1 – 0     | Македонія   | Відбір до ЧЄ 2016                    | -    | 37' 90+1' |
| 8-9-2015   | Скоп'є     | Македонія   | 0 – 1     | Іспанія     | Відбір до ЧЄ 2016                    | -    |           |
| 9-10-2015  | Скоп'є     | Македонія   | 0 – 2     | Україна     | Відбір до ЧЄ 2016                    | -    |           |
| 23-3-2016  | Копер      | Словенія    | 1 – 0     | Македонія   | товариський матч                     | -    | 31'       |
| 29-3-2016  | Скоп'є     | Македонія   | 0 – 2     | Болгарія    | товариський матч                     | -    | 74'       |
| 29-5-2016  | Бад Ерлах  | Македонія   | 3 – 1     | Азербайджан | товариський матч                     | -    |           |
| 2-6-2016   | Скоп'є     | Македонія   | 1 – 3     | Іран        | товариський матч                     | -    |           |
| 5-9-2016   | Шкодер     | Албанія     | 2 – 1     | Македонія   | Відбір до ЧС 2018                    | -    |           |
| 6-10-2016  | Скоп'є     | Македонія   | 1 – 2     | Ізраїль     | Відбір до ЧС 2018                    | -    |           |
| 9-10-2016  | Скоп'є     | Македонія   | 2 – 3     | Італія      | Відбір до ЧС 2018                    | -    |           |
| 12-11-2016 | Гранада    | Іспанія     | 4 – 0     | Македонія   | Відбір до ЧС 2018                    | -    |           |
| 24-3-2017  | Вадуц      | Ліхтенштейн | 0 – 3     | Македонія   | Відбір до ЧС 2018                    | -    |           |
| 28-3-2017  | Скоп'є     | Македонія   | 3 – 0     | Білорусь    | товариський матч                     | -    |           |
| 5-6-2017   | Скоп'є     | Македонія   | 0 – 0     | Туреччина   | товариський матч                     | -    |           |
| 11-6-2017  | Скоп'є     | Македонія   | 1 – 2     | Іспанія     | Відбір до ЧС 2018                    | -    | 90+4'     |
| 2-9-2017   | Хайфа      | Ізраїль     | 0 – 1     | Македонія   | Відбір до ЧС 2018                    | -    |           |
| 5-9-2017   | Скоп'є     | Македонія   | 1 – 1     | Албанія     | Відбір до ЧС 2018                    | -    | 64' 87'   |
| 9-10-2017  | Скоп'є     | Македонія   | 4 – 0     | Ліхтенштейн | Відбір до ЧС 2018                    | -    |           |
| 11-11-2017 | Скоп'є     | Македонія   | 2 – 0     | Норвегія    | товариський матч                     | -    |           |
| 23-3-2018  | Анталія    | Фінляндія   | 0 – 0     | Македонія   | товариський матч                     | -    |           |
| 27-3-2018  | Анталія    | Азербайджан | 1 – 1     | Македонія   | товариський матч                     | -    | 44'       |
| 6-9-2018   | Гібралтар  | Гібралтар   | 0 – 2     | Македонія   | Ліга націй УЄФА 2018-2019 - 1-й етап | -    |           |
| 9-9-2018   | Скоп'є     | Македонія   | 2 – 0     | Вірменія    | Ліга націй УЄФА 2018-2019 - 1-й етап | -    |           |
| 16-10-2018 | Єреван     | Вірменія    | 4 – 0     | Македонія   | Ліга націй УЄФА 2018-2019 - 1-й етап | -    |           |
| 16-11-2018 | Вадуц      | Ліхтенштейн | 0 – 2     | Македонія   | Ліга націй УЄФА 2018-2019 - 1-й етап | -    |           |
| 19-11-2018 | Скоп'є     | Македонія   | 4 – 0     | Гібралтар   | Ліга націй УЄФА 2018-2019 - 1-й етап | -    |           |
| Усього     |            | Матчів      | 30        |             | Голів                                | 0    |           |

| Дата       | Місто     | Господарі          | Результат | Гості              | Турнір                               | Голи | Примітки |
| ---------- | --------- | ------------------ | --------- | ------------------ | ------------------------------------ | ---- | -------- |
| 21-3-2019  | Скоп'є    | Північна Македонія | 3 – 1     | Латвія             | Відбір до ЧЄ 2020                    | -    | 71'      |
| 24-3-2019  | Любляна   | Словенія           | 1 – 1     | Північна Македонія | Відбір до ЧЄ 2020                    | -    | 90+3'    |
| 10-6-2019  | Скоп'є    | Північна Македонія | 1 – 4     | Австрія            | Відбір до ЧЄ 2020                    | -    | 56'      |
| 5-9-2019   | Беер-Шева | Ізраїль            | 1 – 1     | Північна Македонія | Відбір до ЧЄ 2020                    | -    |          |
| 10-10-2019 | Скоп'є    | Північна Македонія | 2 – 1     | Словенія           | Відбір до ЧЄ 2020                    | -    |          |
| 13-10-2019 | Варшава   | Польща             | 2 – 0     | Північна Македонія | Відбір до ЧЄ 2020                    | -    | 80'      |
| 16-11-2019 | Відень    | Австрія            | 2 – 1     | Північна Македонія | Відбір до ЧЄ 2020                    | -    |          |
| 19-11-2019 | Скоп'є    | Північна Македонія | 1 – 0     | Ізраїль            | Відбір до ЧЄ 2020                    | -    |          |
| 5-9-2020   | Скоп'є    | Північна Македонія | 2 – 1     | Вірменія           | Ліга націй УЄФА 2020-2021 - 1-й етап | -    | 71'      |
| 8-10-2020  | Скоп'є    | Північна Македонія | 2 – 1     | Косово             | Відбір до ЧЄ 2020                    | -    | 51'      |
| 11-10-2020 | Таллінн   | Естонія            | 3 – 3     | Північна Македонія | Ліга націй УЄФА 2020-2021 - 1-й етап | -    |          |
| 14-10-2020 | Скоп'є    | Північна Македонія | 1 – 1     | Грузія             | Ліга націй УЄФА 2020-2021 - 1-й етап | -    | 80'      |
| Усього     |           | Матчів             | 12        |                    | Голів                                | 0    |          |

## Титули і досягнення
- Володар Кубка Угорщини (1):

«Уйпешт»: 2020-21